# Jakob - Revisorens søn
Jakob - Revisorens søn er en dansk børnefilm fra 2008 med instruktion og manuskript af Louise Detlefsen.

## Handling
Jakob er 10 år, og som så mange andre børn har han forældre, som er dybt engagerede i deres arbejde. Hvis de ikke er i revisorfirmaet, sidder de derhjemme opslugt af kolonner af tal på computeren. Og de fleste eftermiddage tilbringer Jakob hos sin mormor og morfar, mens han venter på, at mor og far skal blive færdige på kontoret. Jakob savner sine forældre i hverdagen, men har indtil nu aldrig haft modet til at sige det til dem.